# Sjoesji (gewest)
Sjoesji (Armeens: Շուշի; Azerbeidzjaans: Şuşa) was een gewest in de internationaal niet-erkende Nagorno-Karabach met de gelijknamige stad als hoofdplaats. Het gewest was 381 km² groot, had 5680 inwoners in 2015 en was onderverdeeld in 7 gemeenten.
Als gevolg van de oorlogen in 2020 en 2023 kwam het gewest geheel onder Azerbeidzjaanse controle.

## Achtergrond
In tegenstelling tot de rest van Nagorno-Karabach woonden er in Sjoesji tot aan het begin van het Nagorno-Karabach-conflict een meerderheid Azeri. In 1979, ongeveer 10 jaar voor het einde van de Sovjet-Unie, woonden er 16.000 mensen, waarvan 12.955 Azerbeidzjanen, 2881 Armeniërs en 114 Russen. Het Azerbeidzjaanse bevolkingsdeel van het gewest werd in 1992 uit het gebied verdreven. Het gewest is bergachtig en ligt tussen de 1300 en 1500 meter boven zeeniveau. Het is rijk aan minerale bronnen.
Het gewest lag gedurende gedurende de Sovjet-periode in de Nagorno-Karabachse Autonome Oblast van de Azerbeidzjaanse sovjetrepubliek. Vanaf 1991 lag het in de niet erkende Republiek Nagorno-Karabach. Azerbeidzjan heroverde tijdens de oorlog in Nagorno-Karabach van 2020 een deel van het gewest, waaronder de steden Şuşa en Daşaltı. In 2023 werd de rest van het gewest onder Azerbeidzjaanse controle gebracht.

## Foto's

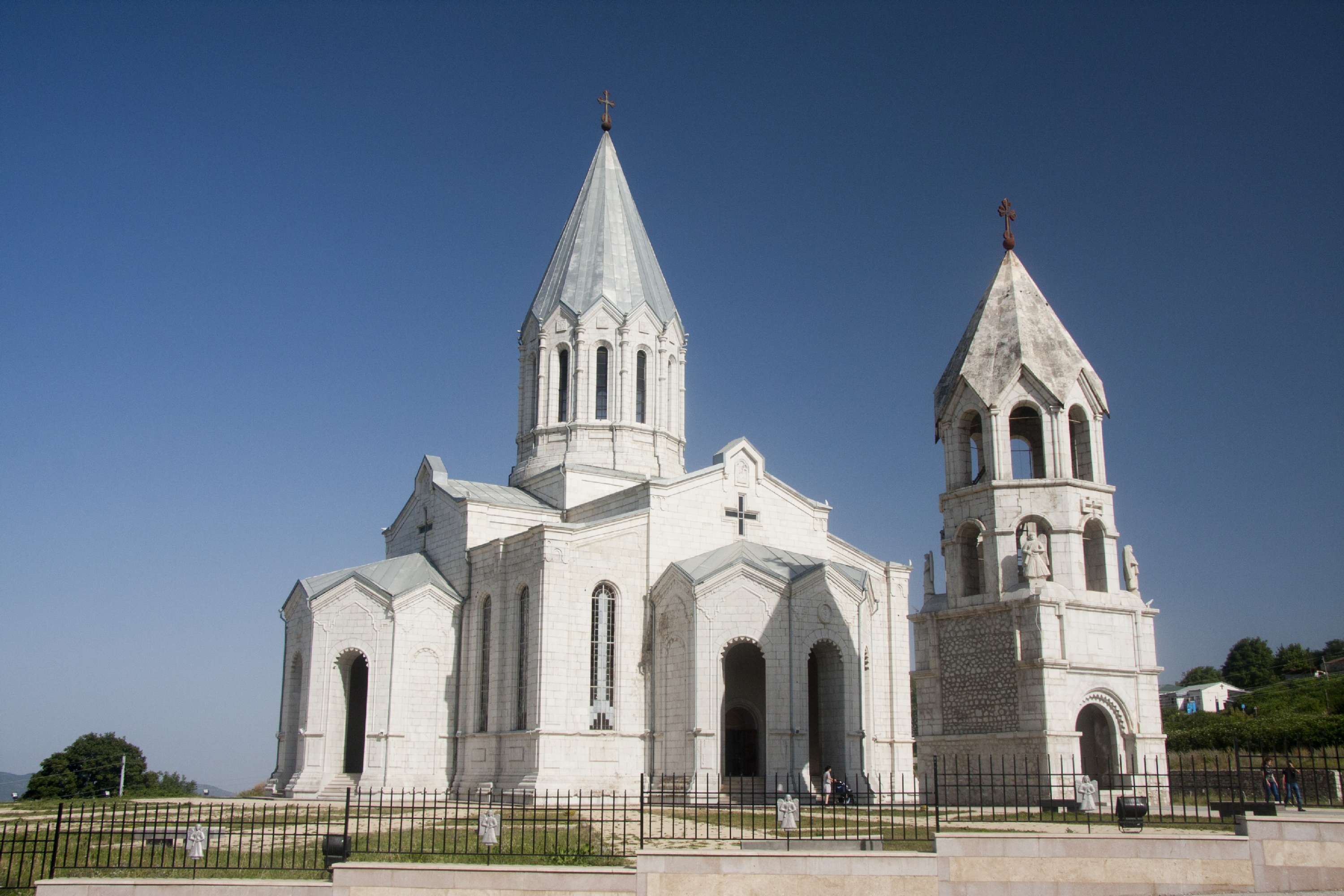
Kathedraal van Sjoesja (1868-1887)
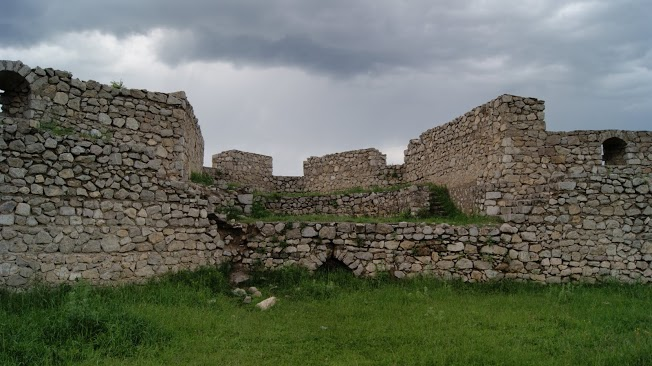
Stadswallen Sjoesji, 17e-18e eeuw